# Обтер, Франсуа д’Эспарбес де Люссан
Франсуа д’Эспарбес де Люссан (фр. François d'Esparbès de Lussan; ок. 1571 — январь 1628, Обтер-сюр-Дрон) — французский государственный и военный деятель, маршал Франции.
Сын Жан-Поля д’Эспарбес де Люссана и Катрин-Бернарды де Монтажю, дамы де Ла-Серр.
Служил Генриху IV в гражданской войне. 2 августа 1590 в лагере перед Сен-Дени назначен губернатором Блая, после отставки своего отца. Командовал там до 1620 года.
26 мая 1606 назначен капитаном пятидесяти тяжеловооруженных всадников. 29 ноября 1611 стал государственным советником.
8 января 1612, после отставки отца, назначен губернатором и сенешалем Аженуа и Кондомуа. В том же году пожалован в рыцари орденов короля, но умер, не получив награду.
1 апреля 1613 король положил ему пенсион в шесть тысяч ливров.
В 1620 году встал на сторону королевы-матери. В сентябре отставлен от губернаторства в Блае в пользу де Бранта, позднее герцога де Люксембурга, брата коннетабля Люина; взамен ему дали триста тысяч ливров, а 18 сентября должность маршала Франции. Был зарегистрирован в Коннетаблии 2 июня 1625. 22 сентября 1620 года стал почётным советником Бордосского парламента.
В 1621 году служил под началом герцога Майенского при осадах и взятии Комона и Нерака, затем удалился в свой замок Обтер, где и умер.

## Семья
Жена (контракт 12.04.1597): Ипполита Бушар, виконтесса д’Обтер, единственная дочь Давида Бушара, виконта д’Обтер, и Рене де Бурдей
Дети:
- Пьер Бушар д’Эспарбес де Люссан, маркиз д’Обтер, сеньор де Ла-Серр де Лигард и де Каденак, сенешаль и губернатор Аженуа и Кондомуа. Жена (контракт 26.09.1646): Мари-Клер де Пардайян, дочь Антуана-Арно де Пардайяна, сеньора де Гондрен, маркиза д'Антен и Монтеспан, и Поль де Сен-Лари де Бельгард
- Франсуа Бушар д’Эспарбес де Люссан, маркиз д'Обтер (ум. 1683). Жена (1649): Мари де Помпадур, дочь виконта Леонара-Филибера де Помпадура и Мари Фабри
- Роже д'Эспарбес де Люссан, сеньор де Каденак, дю Пти-Люссан, де Мандр и прочее, называемый графом де Люссан. Жена: Луиза де Ла-Ривьер (ум. 26 мая 1680, в 113 лет), придворная дама Маргариты Наваррской, дочь Антуана де Ла-Ривьера, сеньора де Шени, и Маргерит Спифам. Брак бездетный
- Луи д’Эспарбес де Люссан д’Обтер (ум. 1693), граф де Ла-Серр. Жена: Катрин Тьерселен-Савёз, дочь Шарля Тьерселена и Мари де Вьен
- Леон д’Эспарбес де Люссан (ум. 1707), называемый шевалье д'Обтер.
- Александр д’Эспарбес де Люссан, ум. юным
- Жан-Жак д’Эспарбес де Люссан, ум. в 30 лет холостым
- Мари д’Эспарбес де Люссан. Муж: Леон де Сен-Мор, граф де Жонзак
- Изабель д’Эспарбес де Люссан. Муж: Понс де Салиньяк, граф де Фенелон
- Антуанетта д’Эспарбес де Люссан. Муж 1) (1619): Жан де Лосс. Брак аннулирован; 2) (1628): Жан-Жак д’Эспарбес, сеньор де Беллок
- Мадлен д’Эспарбес де Люссан, монахиня в обители Ле-Шапле д'Ажан
- Мадлен д’Эспарбес, монахиня в Кондоме, близ приории Пруй